# Maunula
Maunula (en suédois : Månsas) est un district à Helsinki en Finlande. C'est aussi une section  du quartier de Oulunkylä.

## Description

### Section de Maunula
La section de Maunula a une superficie de 1,28 km2, sa population s'élève à 7 047 habitants(1.1.2009) et il offre 1298 emplois (31.12.2005).

### District de Maunula
Le district de Maunula (en finnois : Maunulan peruspiiri) a une superficie de 4,1 km2, sa population s'élève à 8 579 habitants(1.1.2009) et il offre 3530 emplois (31.12.2005).

## Transports
Les lignes 23, 53, 63, 66, 67, 67N, 550, 553 et 553K de bus de la région d'Helsinki  circulent à Maunula. 
Les lignes de bus 23, 53, 63 et 67N desservent Metsäpurontie et Männikkötie. 
La ligne de bus 23 assure une liaison entre Pasila et Maunula et la ligne de bus 63 assure une liaison entre Mannerheimintie et Maunula. 
Les lignes transversales offrent des liaisons aussi bien vers l'est que vers l'ouest. Il existe également des lignes de bus pratiques vers les gares ferroviaires : lignes de bus 23 et 63 jusqu'à la gare d'Ilmala, lignes 66 et 67 jusqu'à la gare de Käpylä, lignes 553 et 553K jusqu'aux gares de Pukinmäki et Malmi et lignes 53 et 550 jusqu'aux gares d'Oulunkylä et de Pitäjänmäki.
Depuis octobre 2023, le Raide-Jokeri, ou tramway 15, passe par Maunula.

## Galerie

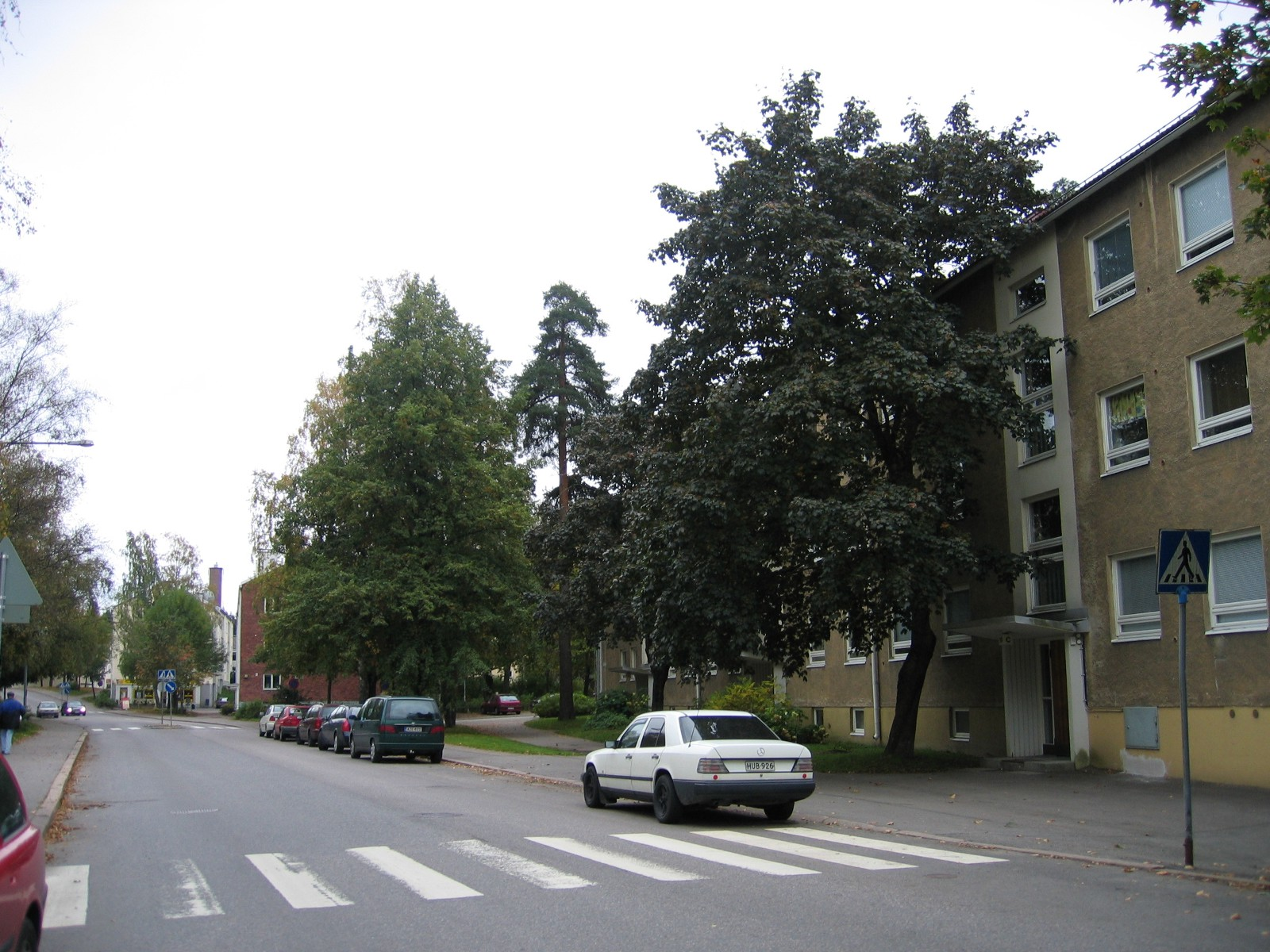
Une rue de Maunula.
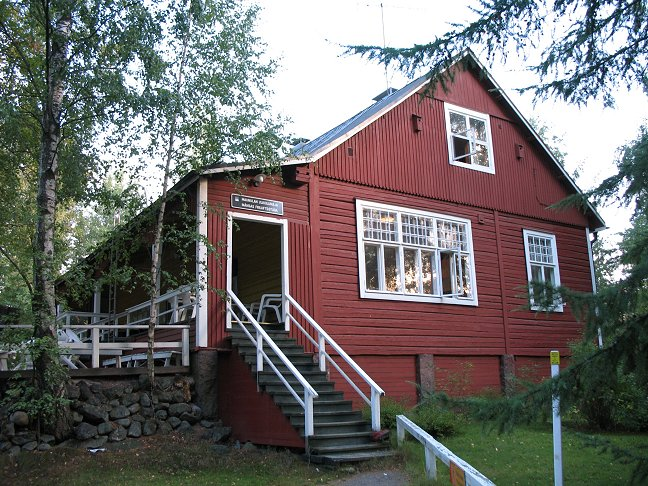
Centre de loisirs de Maunulanpuisto.
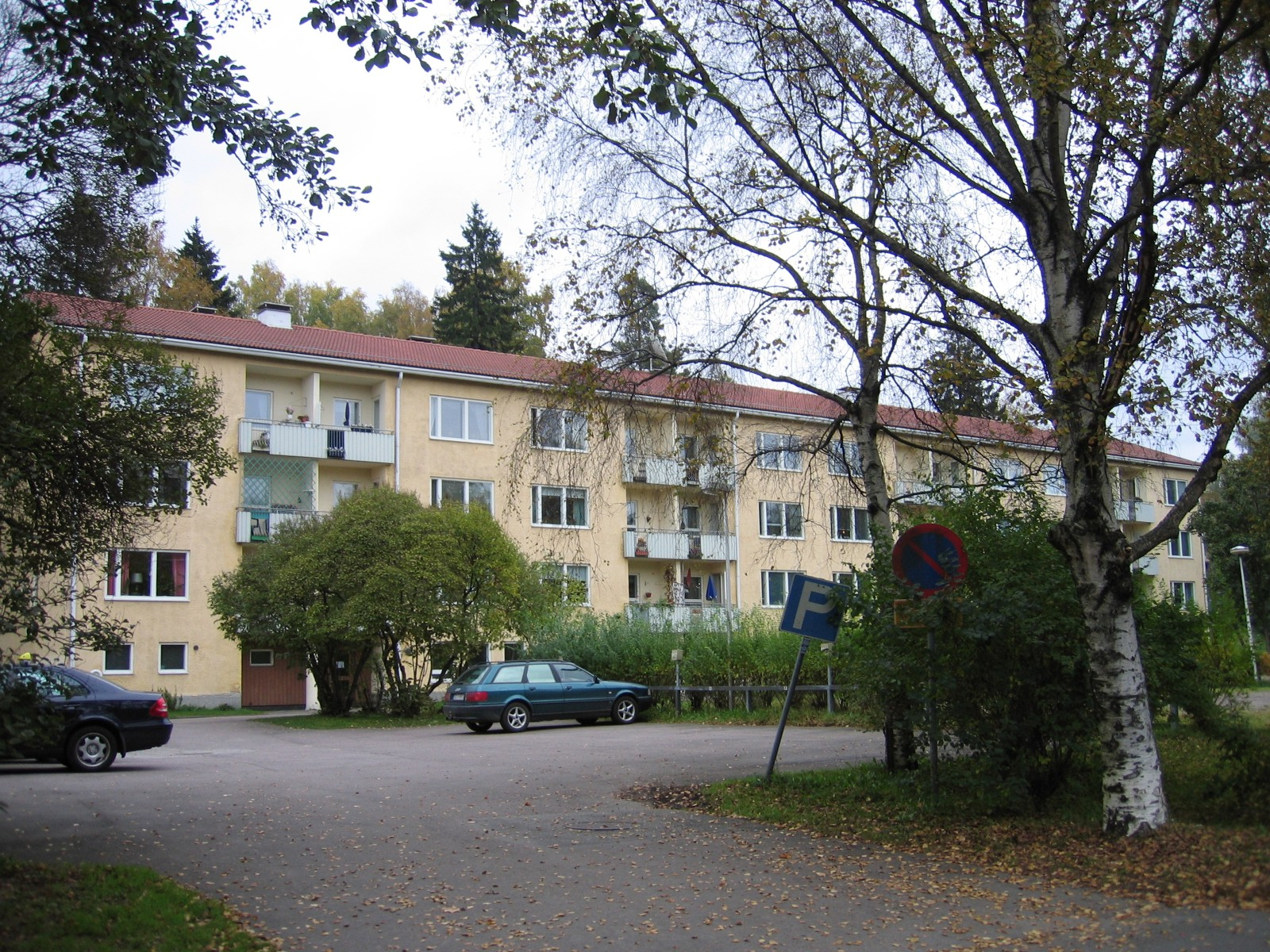
Immeuble des années 1950 à Maunula.
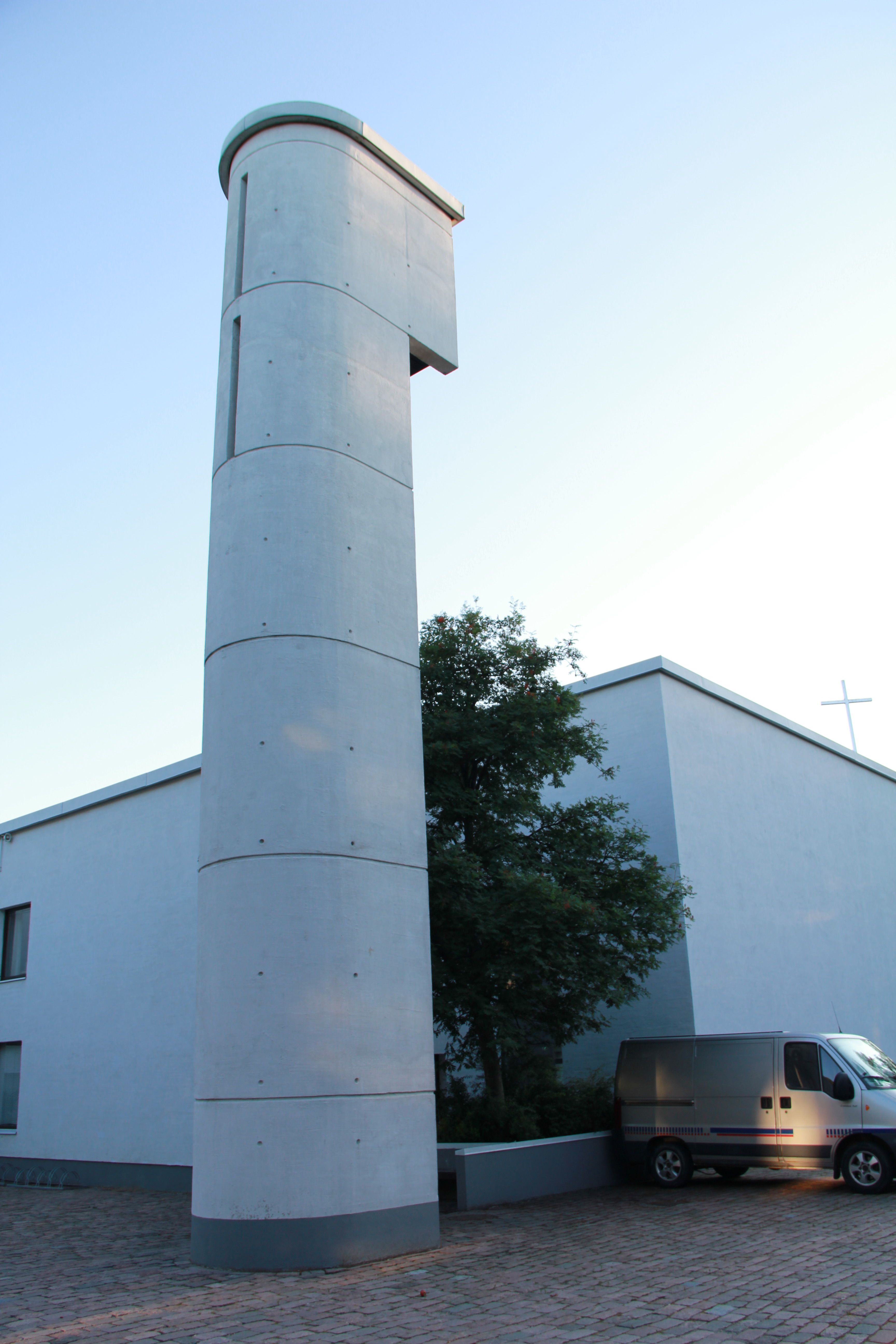
Église de Maunula
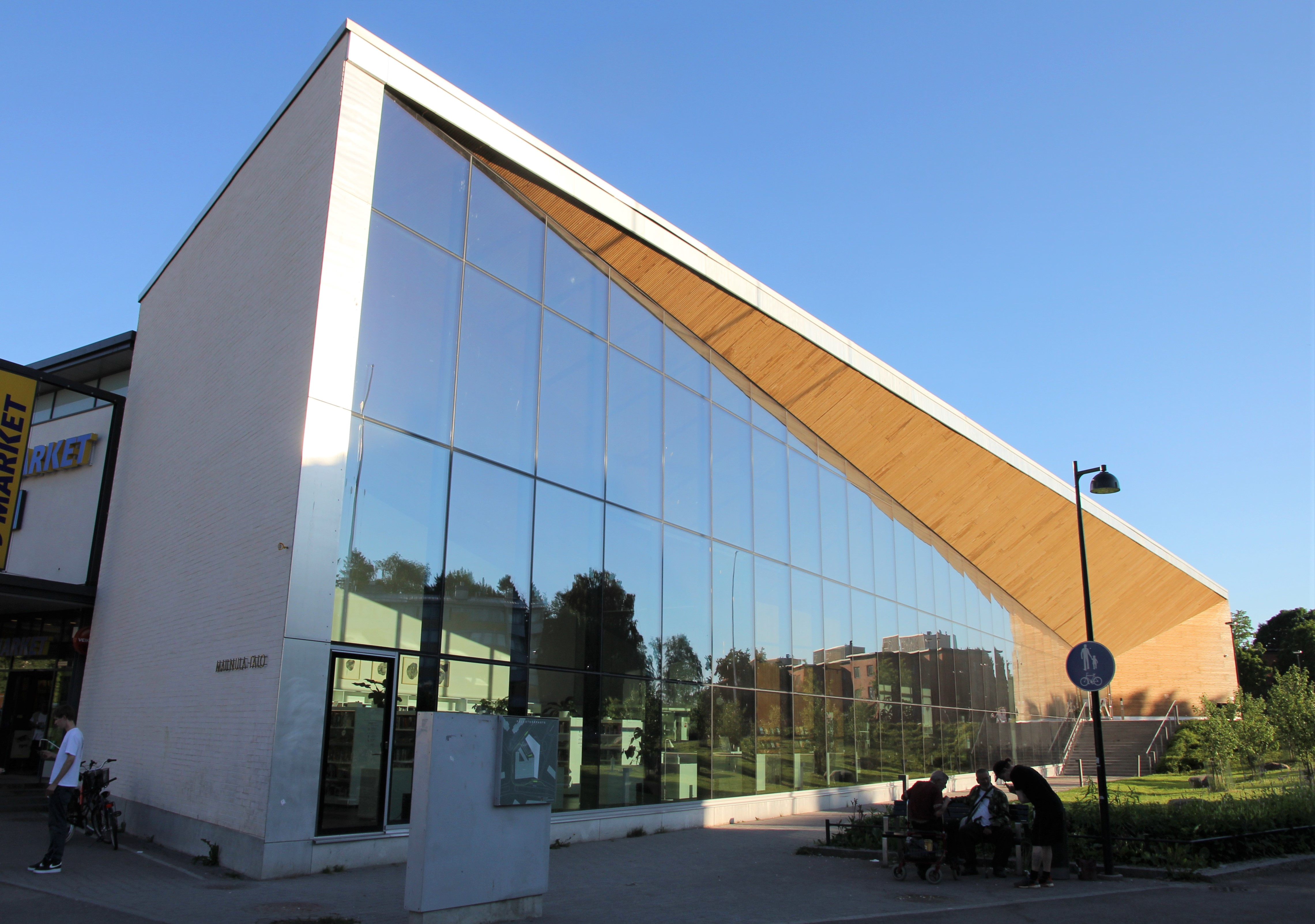
Bibliothèque de Maunula